# Buckwheat Zydeco
Buckwheat Zydeco, geboren als Stanley Joseph Dural jr. (Lafayette (Louisiana), 14 november 1947 – aldaar, 24 september 2016), was een Amerikaanse zydecoaccordeonist.

## Biografie
Stanley Joseph Dural groeide op als het vierde kind van een 13-koppig gezin, dat een boerderij runde in de omgeving van Lafayette. Op 10-jarige leeftijd had hij zijn eerste optreden op de piano. In 1971 richtte hij de funkband Buckwheat & the Hitchhikers op, die hij vijf jaar leidde. Daarna wisselde hij naar zydeco, hoewel hij deze muziekstijl in zijn jeugd had afgewezen. Als hammond-organist speelde hij voor het eerst twee jaar in de Red Hot Louisiana-band van zydecokoning Clifton Chenier. In 1978 leerde hij accordeon spelen en in 1979 richtte hij Buckwheat Zydeco & The Ils Sont Partis Band op, met wie hij de twee albums One For The Road (1979) en 100% Fortified Zydeco (1983) opnam. Na zijn overstap naar Rounder Records werd hij genomineerd voor de Grammy Award met Turning Point (1983) en Waitin' for My Ya-Ya (1986). In 1986 werd hij de eerste zydeco-muzikant die een contract tekende bij Island Records. In het album On a Night Like This (1987) coverde hij rocknummers en mengde hij traditionele zydeco met r&b en pop. Dit album verkocht erg goed en maakte samen met de gelijktijdig uitgebrachte soundtrack van de film The Big Easy Buckwheat Zydeco algemeen bekend.

## Onderscheidingen
- 2009: Grammy Awards 2010 voor «Best Zydeco or Cajun Music Album.» met Lay Your Burden Down

## Overlijden
Buckwheat Zydeco overleed in september 2016 op 68-jarige leeftijd.
- Bibliothèque nationale de France: cb15992980q (data)
- Gemeinsame Normdatei: 134697030
- International Standard Name Identifier: 0000 0000 8137 3191
- Library of Congress Control Number: n85237399
- MusicBrainz: ca2b920b-702a-4c4a-9e22-a07e052b4fd8
- Virtual International Authority File: 58063725
- WorldCat: E39PBJyhj8rH7Hg3r4fbC7RkDq